# Tomasz Schimanek
Tomasz Jan Schimanek (ur. 1966) – polski działacz społeczny.

## Życiorys
Ukończył studia na Wydziale Dziennikarstwa i Nauk Politycznych Uniwersytetu Warszawskiego. W pierwszej połowie lat 90. zaangażował się w działalność trzeciego sektora. Pracował przy programach pomocowych kierowanych do organizacji pozarządowych i prowadzonych m.in. w ramach Phare. Był członkiem redakcji pism „Asocjacje” i „Dziękuję”, członkiem zarządu Stowarzyszenie na rzecz Forum Inicjatyw Pozarządowych oraz Stowarzyszenia Asocjacje. W latach 1998–1999 wchodził w skład zespołu doradczego przy pełnomocniku premiera ds. współpracy z organizacjami pozarządowymi. Jest współpracownikiem Instytutu Spraw Publicznych, zajmuje się działalnością szkoleniową i doradczą. Był wśród założycieli Forum Darczyńców w Polsce, jest również ekspertem Akademii Rozwoju Filantropii w Polsce.
W 2011 prezydent Bronisław Komorowski odznaczył go Krzyżem Kawalerskim Orderu Odrodzenia Polski.
Jest żonaty, ma dwoje dzieci.

## Wybrane publikacje
- E jak EQUAL, P jak Partnerstwo, Akademia Rozwoju Filantropii w Polsce, Warszawa 2007
- Organizacje pozarządowe i władza publiczna. Drogi do partnerstwa (współredaktor), Instytut Spraw Publicznych, Warszawa 2008
- Rynek pracy a osoby bezrobotne 50+. Bariery i szanse (współautor), Akademia Rozwoju Filantropii w Polsce, Warszawa 2007
- Wybrane aspekty bezzwrotnej pomocy zagranicznej dla Polski, Instytut Spraw Publicznych, Warszawa 2003